# Culture de Kéros-Syros

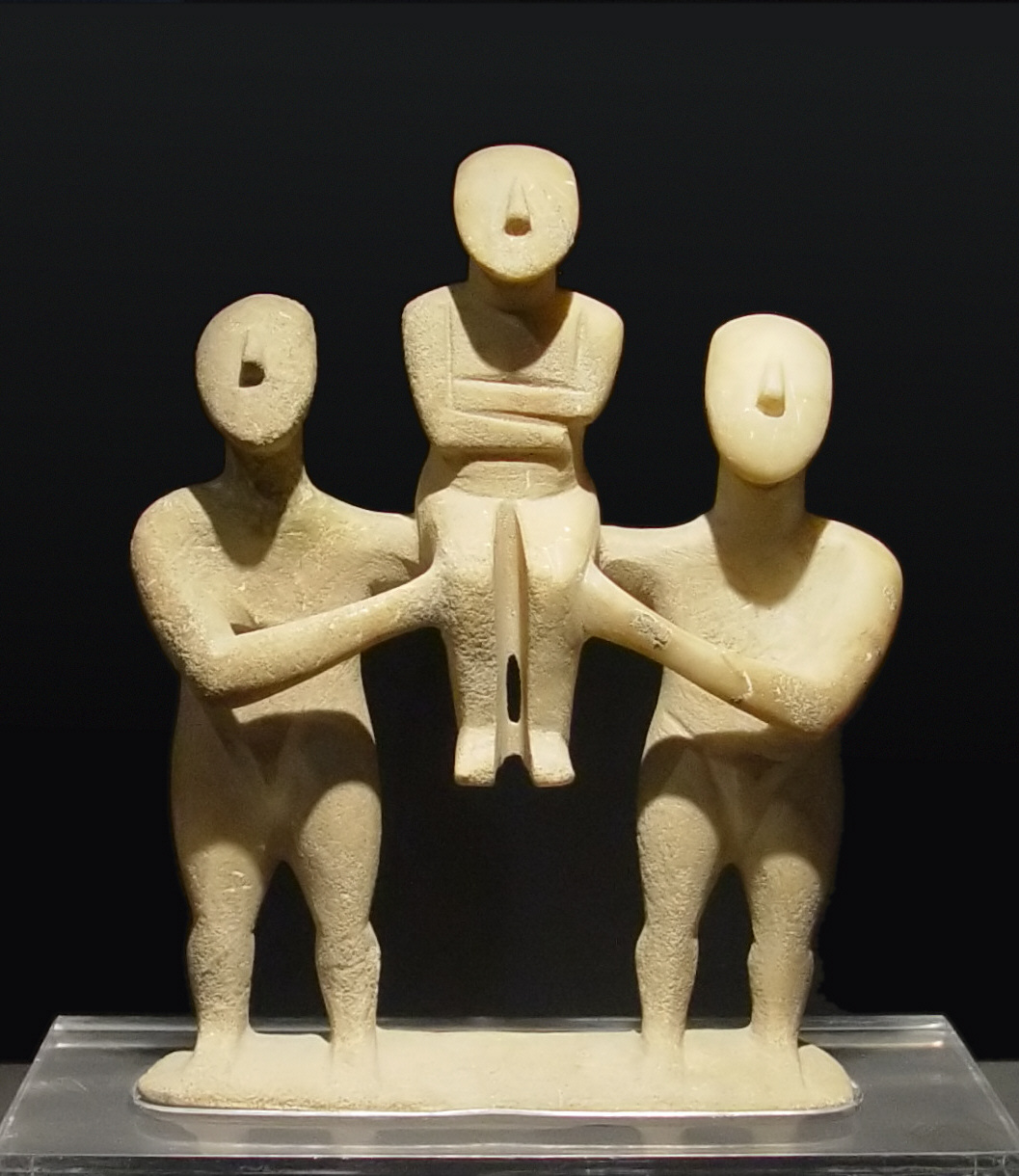
Figurines cycladiques, période Cycladique ancienne II. Badische Landesmuseum à Karlsruhe, Allemagne

La culture de Kéros-Syros, ou Cycladique ancien II est une culture qui a prospéré au cours de la période cycladique ancienne II (environ 2700-2300 av. J.-C.) de la civilisation cycladique. Elle doit son nom à deux îles des Cyclades, Kéros et Syros.
Les relations commerciales de cette culture se sont étendues au loin, de la Grèce continentale à la Crète et à l'Asie Mineure.

## Périodisation
Colin Renfrew a proposé une subdivision des Cyclades anciennes en périodes Grotta-Pelos, Kéros-Syros, Kastri et Phylakopi I.
Après la culture Kéros-Syros, on pense que la culture Kastri suit, bien que ce point de vue ne soit pas accepté par tous. Certains chercheurs en Europe pensent que les cultures de Kéros-Syros et de Kastri appartiennent à la même phase. Parfois, la culture Kastri est également désignée sous le nom de Kastri/Lefkandi I, en raison des similitudes avec la phase « Lefkandí I » de la Grèce continentale.

## Sites importants

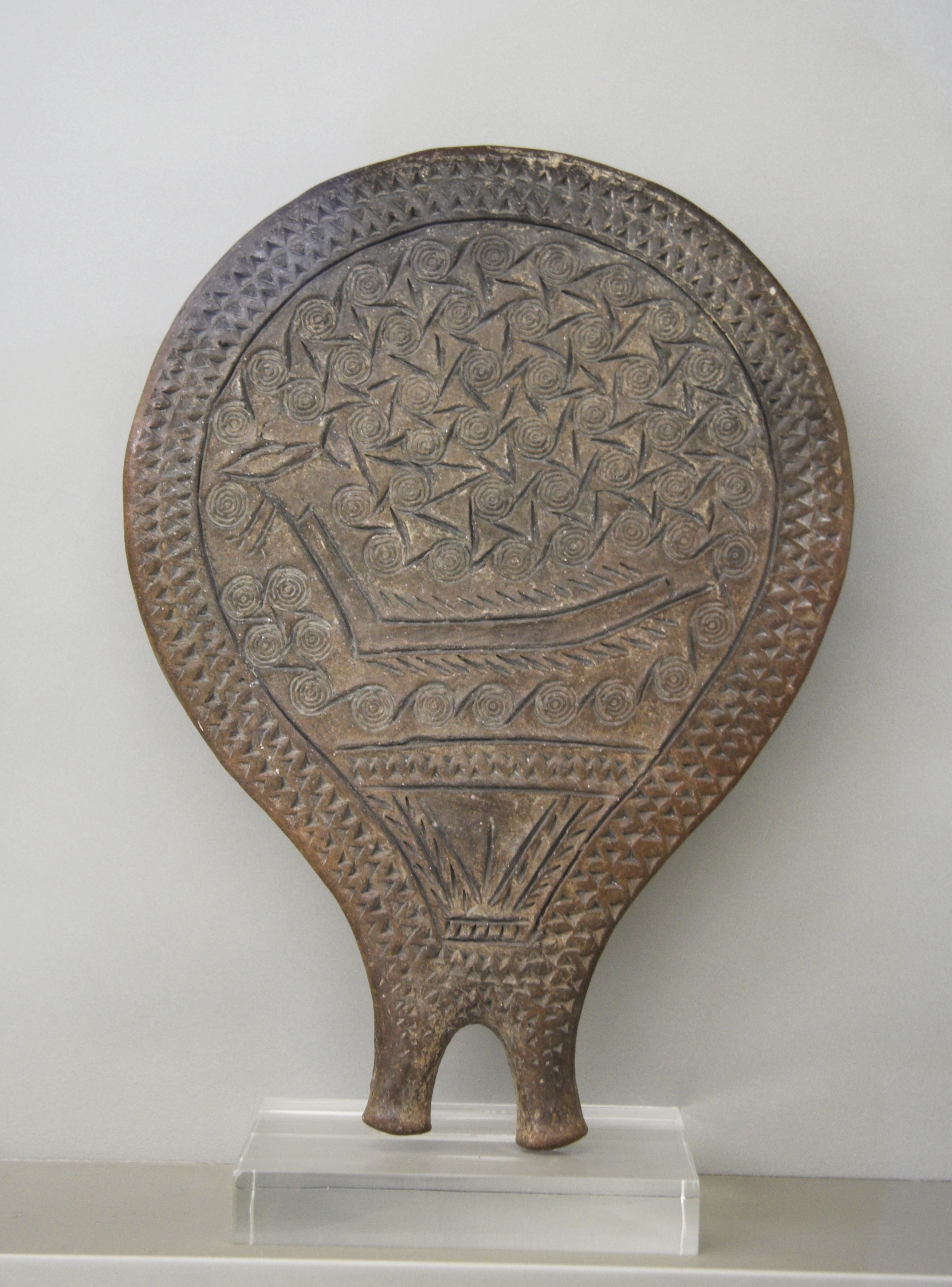
"Poêle à frire" en argile avec bateau et poisson. De Chalandriani sur Syros. Culture de Kéros-Syros. Musée national archéologique d'Athènes

La culture de Kéros-Syros est bien représentée par de nombreux cimetières à Amorgós (notamment Dokathismata) et Naxos (Aplomata, Spedos) .
Certains des sites les mieux préservés de cette culture se trouvent à Kéa et à Ios, situés non loin de Keros.
L'un des sites importants de cette culture est Chalandriani à Syros.
Certains des artefacts importants de cette culture sont les soi-disant « poêles à frire » – des récipients ou bols circulaires peu profonds avec une base décorée. On les retrouve notamment au cours des cultures cycladiques de Grotta-Pelos et de Kéros-Syros. Il a été suggéré que lorsqu'ils étaient remplis d'eau, ils étaient utilisés comme miroirs.

## Utilisation du métal
L’utilisation du métal s’est généralisée au cours de cette période. Dans toutes les colonies, on a retrouvé des objets funéraires sous forme de poignards, ainsi que des outils tels que des ciseaux, des pinces et des hameçons. Les fibules (broches) étaient également fabriquées en bronze et en argent.
La culture de Kéros-Syros est clairement considérée comme le successeur de Grotta-Pelos.
Les relations commerciales de la culture Kéros-Syros sont très répandues. Elles s'étendent de la Grèce continentale à la Crète, où les figurines cycladiques étaient exportées et imitées par les artistes locaux. Le commerce s’étendait également jusqu’en Asie Mineure. Des découvertes ont également été faites à Troie, aux périodes de Troie I et de Troie II.